# Щонув
Щонув (пол. Szczonów, нем. Stanowo) — деревня в гмине Гмина Жеркув, Яроцинский повят, Великопольское воеводство в западно-центральной части Польской Руспублики. Впервые упоминается в конце 16 века, была в составе Германии и Пруссии, в русской транскрипции с немецкого называлась «Щаново»; подобный топоним «Щонов» имеется в западной части современной Беларуси.